# Шаги (Крым)
Шаги (ранее Шига; укр. Шаги, крымскотат. Şiğay, Шигъай) — исчезнувшее село в Джанкойском районе Республики Крым, располагавшееся на крайнем востоке района, в степной части Крыма, примерно в 3 км южнее современного села Великоселье.

## История
Первое документальное упоминание села встречается в Камеральном Описании Крыма… 1784 года, судя по которому, в последний период Крымского ханства Шешаг входил в Таманский кадылык Карасубазар ского каймаканства. После присоединения Крыма к России (8) 19 апреля 1783 года, (8) 19 февраля 1784 года, именным указом Екатерины II сенату, на территории бывшего Крымского Ханства была образована Таврическая область и деревня была приписана к Перекопскому уезду. После Павловских реформ, с 1796 по 1802 год, входила в Перекопский уезд Новороссийской губернии. По новому административному делению, после создания 8 (20) октября 1802 года Таврической губернии, Шига была включена в состав Таганашминской волости Перекопского уезда.
Согласно Ведомости о всех селениях, в Перекопском уезде состоящих с показанием в которой волости сколько числом дворов и душ… от 21 октября 1805 года в деревне Шига в 7 дворах проживало 38 крымских татар. На военно-топографической карте генерал-майора Мухина 1817 года деревня Шига обозначена с 6 дворами. После реформы волостного деления 1829 года Шигу, согласно «Ведомости о казённых волостях Таврической губернии 1829 года», отнесли к Башкирицкой волости (переименованной из Таганашминской). На карте 1836 года в деревне 10 дворов. Затем, видимо, в результате эмиграции крымских татар, деревня заметно опустела и на карте 1842 года Шига обозначен условным знаком «малая деревня», то есть, менее 5 дворов.
В 1860-х годах, после земской реформы Александра II, деревню приписали к Байгончекской волости. Согласно «Памятной книжке Таврической губернии за 1867 год», деревня Шига была покинута жителями в 1860—1864 годах, в результате эмиграции крымских татар, особенно массовой после Крымской войны 1853—1856 годов, в Турцию. Вновь встречается, как хутор Шаик с 1 двором, на трёхверстовой карте 1865—1876 года и в Статистическом справочнике Таврической губернии 1915 года, согласно которому на хуторе Шига (Архиповой) Ак-Шеихской волости Перекопского уезда числилось 4 двора (все дворы с землёй) с русским населением в количестве 14 человек приписных жителей и 8 — «посторонних», из которых 14 мужчин и 8 женщин. При хуторе числилось 200 десятин земли. В хозяйствах имелось 42 лошади, 32 вола, 12 коров и 17 голов мелкого скота. Обозначено село, как Шига, на карте Крымского статистического управления и, как Шаги, на километровой карте Генштаба Красной армии 1941 года.
Судя по тому, что на более современной, для своего времени, двухкилометровке 1942 года Шаги не обозначены, можно предположить, что в 1930—1940-е годы село не существовало и было возрождено позже, поскольку упомянуто, как Шаги, в списке сёл Новосельцевского сельсовета Азовского района на 15 июня 1960 года. В 1962 году, согласно указу Президиума Верховного Совета УССР «Об укрупнении сельских районов Крымской области», от 30 декабря 1962, Азовский район был включён в состав Джанкойского и село числилось в составе Просторненского сельсовета Джанкойского района в 1968 году. Ликвидировано в период с 1968 по 1977 год.